# Anivelladora

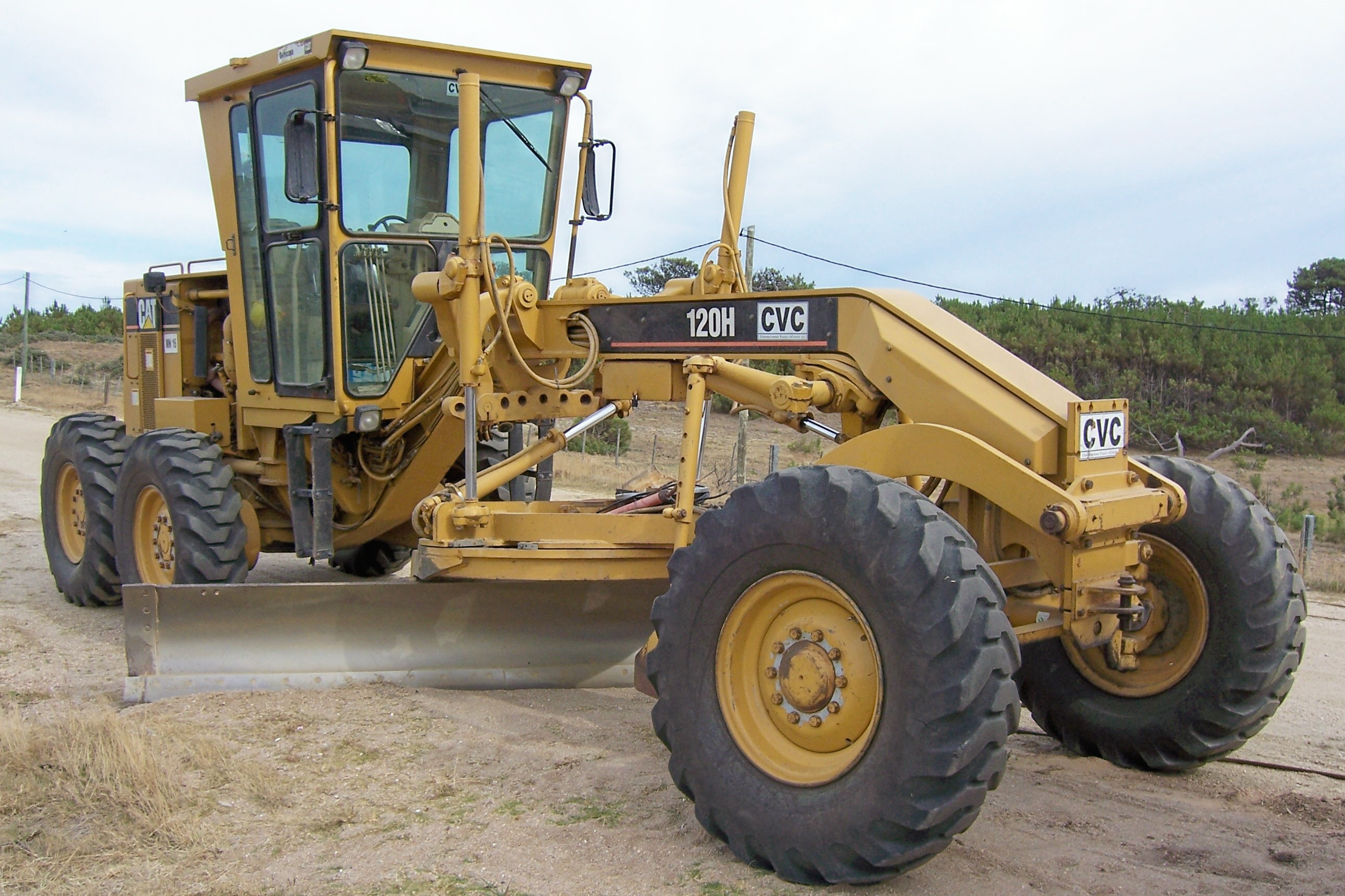
Anivelladora Caterpillar 120H.

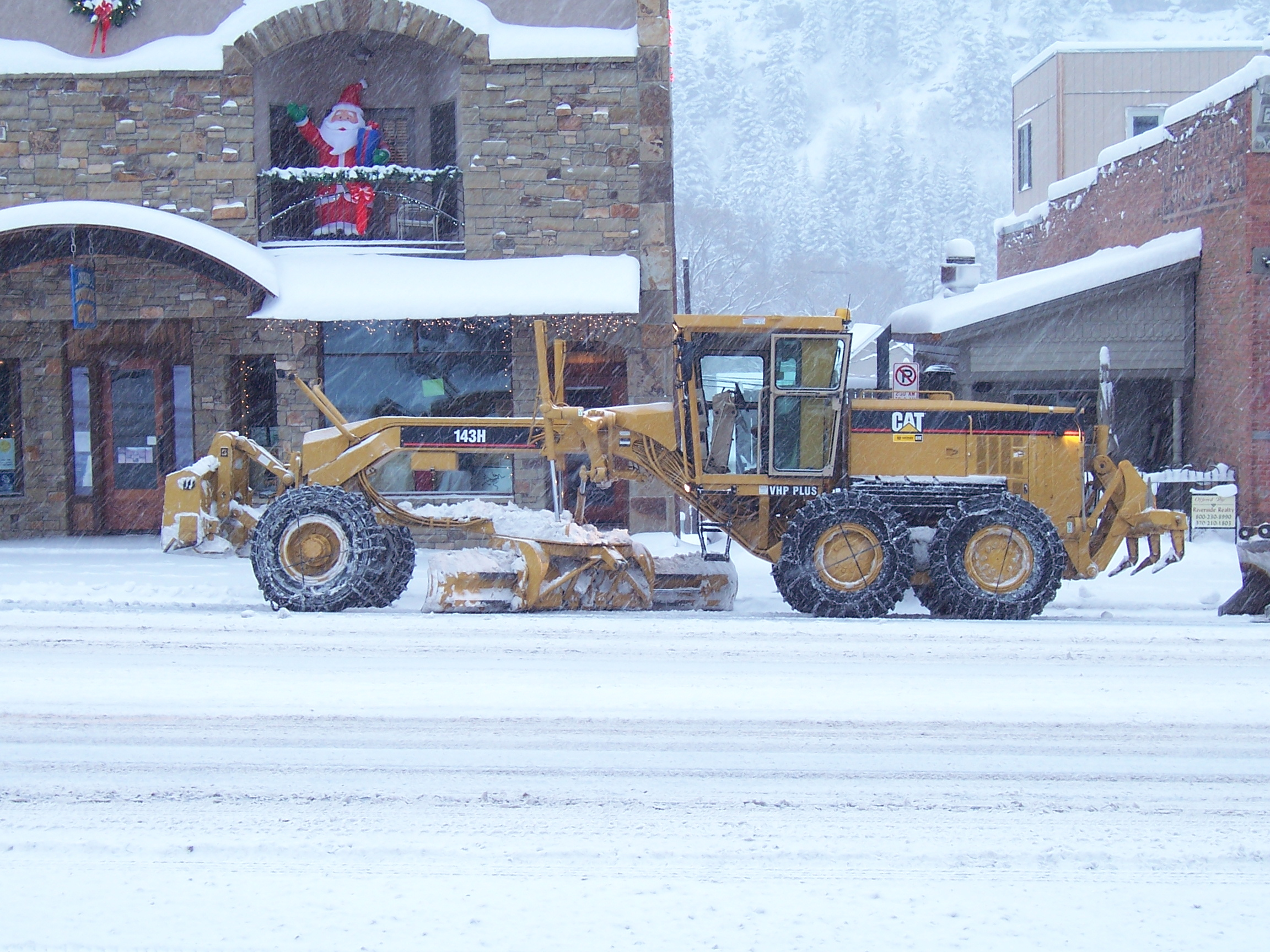
Anivelladora utilitzada com a llevaneu a Colorado. També és equipada amb una fulla bull (toro) i un ripper (ganxo mòbil d'acer dur amb una o diverses dents, a la part posterior d'una excavadora o tractor que s'utilitza per a trencar el sòl o el paviment dur).

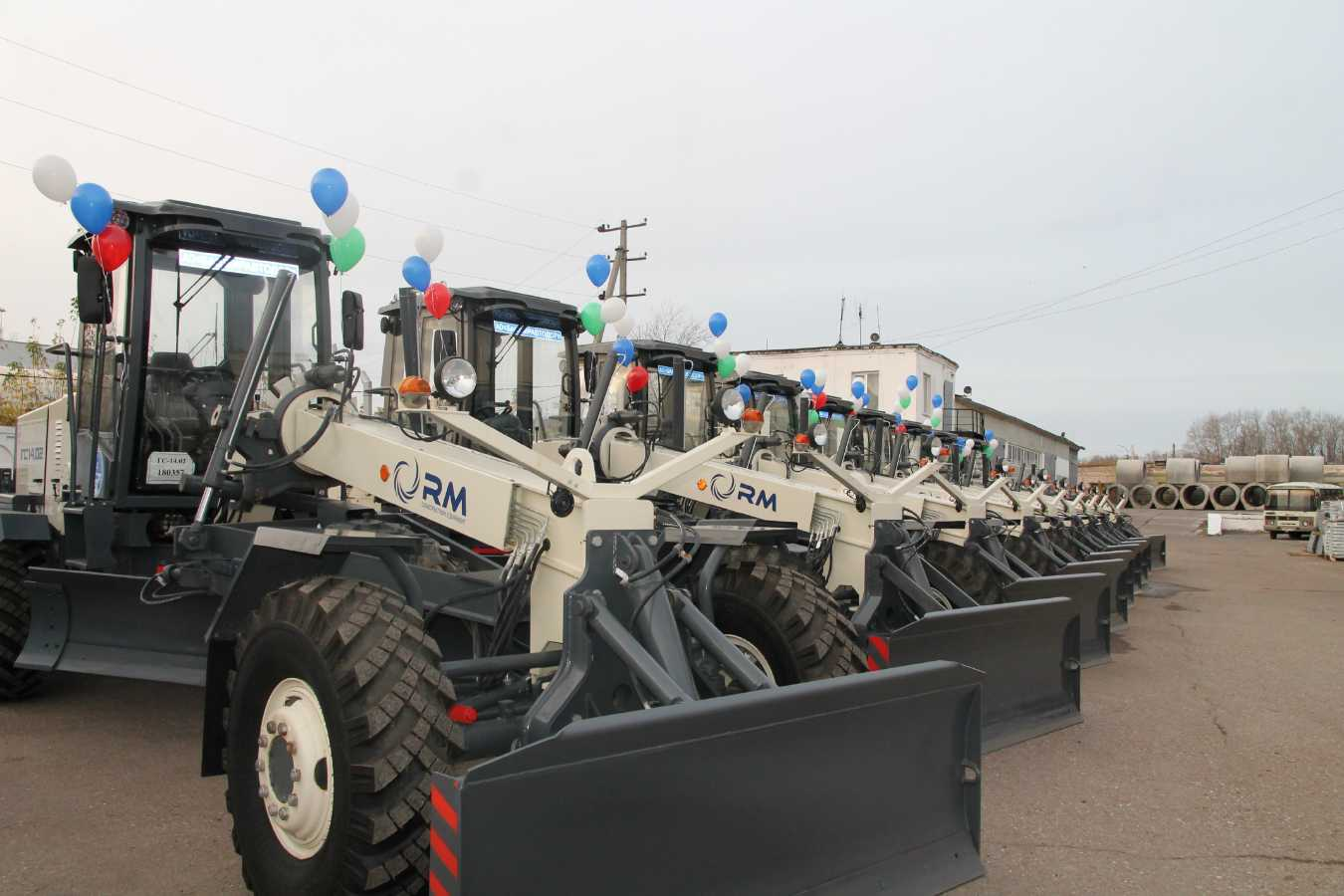
Anivelladores amb pala i pala de toro.

Una anivelladora és, en la seva versió més habitual, un vehicle d'enginyeria civil format per un llarg bastidor articulat de sis rodes i una fulla molt ampla en posició ventral que permet d'ajustar capes de materials, en el terraplè en rasant (grading) per exemple.
No s'ha de confondre amb el tragella o scraper, que també s'utilitza per a ajustar els sòls però que permet de moure els materials al seu lloc a distàncies importants.
L'anivelladora, sovint s'anomena pel seu nom en anglès: grader. S'utilitza freqüentment als països de neu com a vehicle de retirada de neu.

## Història
La primera anivelladora autopropulsada va ser fabricada l'any 1920 per la Russell Grader Manufacturing Company, que la va anomenar Russell Motor Hi-Way Patrol. Aquestes primeres anivelladores es van crear afegint la fulla de l'anivelladora com a accessori a un tractor d'ús general. Després de fer-se càrrec de l'empresa l'any 1928, Caterpillar va integrar realment el tractor i l'anivelladora en un sol dispositiu, alhora que va substituir les pistes per rodes per a produir la primera nivelladora autopropulsada de rodes, la Caterpillar Auto Patrol, comercialitzada el 1931.

## Descripció

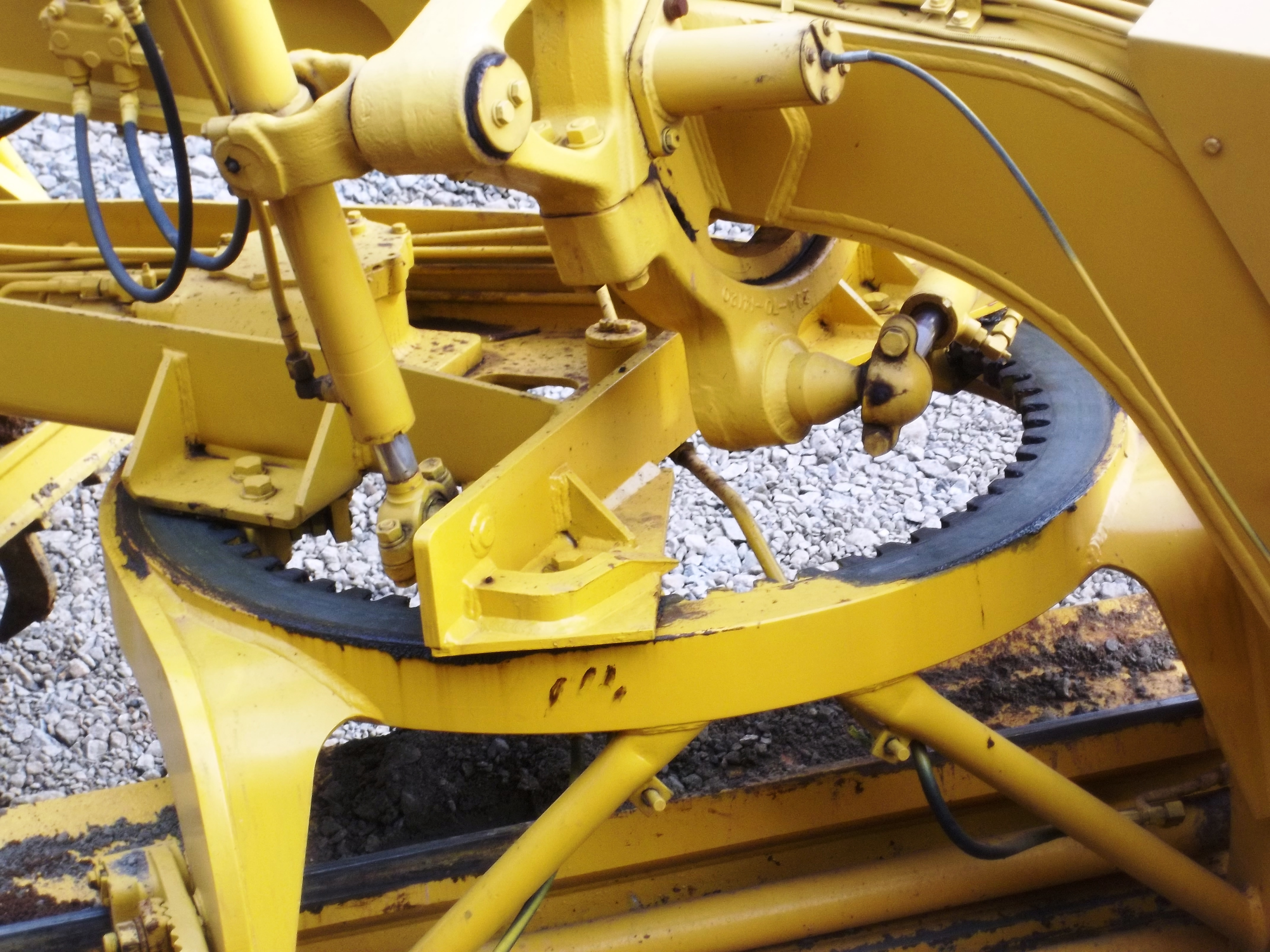
Detall de l'anell giratori del suport de la fulla.

### Eines
La fulla predominant de la nivelladora és la gran fulla ventral d'alçada limitada (també anomenada grader o fulla anivelladora) situada sota la fletxa. És suspesa per una corona ajustable que es pot ajustar estant en la cabina amb angles significatius i al llarg de diferents eixos: utilitza bulldozer (fulla perpendicular a la direcció de la marxa, angledozer (angle d'atac, permet de llançar la terra cap a un costat), tiltdozer (peralt, inclinació a l'esquerra o dreta de la fulla en el pla vertical perpendicular a l'avanç), tipdozer (ajust de l'angle d'entrada o amuntegament). La fulla també es pot desplaçar cap a l'esquerra o cap a la dreta fent lliscar sobre la corona (desplaçament lateral). L'articulació central de la màquina també pot contribuir al desplaçament de la fulla.
L'anivelladora també pot incloure un ripper (dents de l'arada de subsol que permeten d'afluixar les capes de material al seu lloc) a la part posterior, una fulla de bulldozer a la part davantera o fins i tot una pinta (escarificador).

### Tren motriu
El tren de propulsió muntat a la part posterior sol comptar quatre rodes motrius iguals (rarament dues) muntades en un tàndem oscil·lant. Estan units a cada costat per transmissions de cadena i són accionats per un motor potent (per exemple 250 cavalls de potència per a una màquina de 25 tones amb una fulla de 4,5 m). Les rodes davanteres es poden accionar per transmissió hidràulica.

### Maniobrabilitat
La direcció s'obté per les rodes davanteres però també per l'articulació del bastidor. Aquesta articulació també permet de compensar la fletxa durant el treball, la qual cosa permet per exemple inclinar-se mantenint la unitat de potència a la part inferior del talús en una posició segura i l'eix davanter, que té un angle d'oscil·lació considerable, al flanc d'un talús.

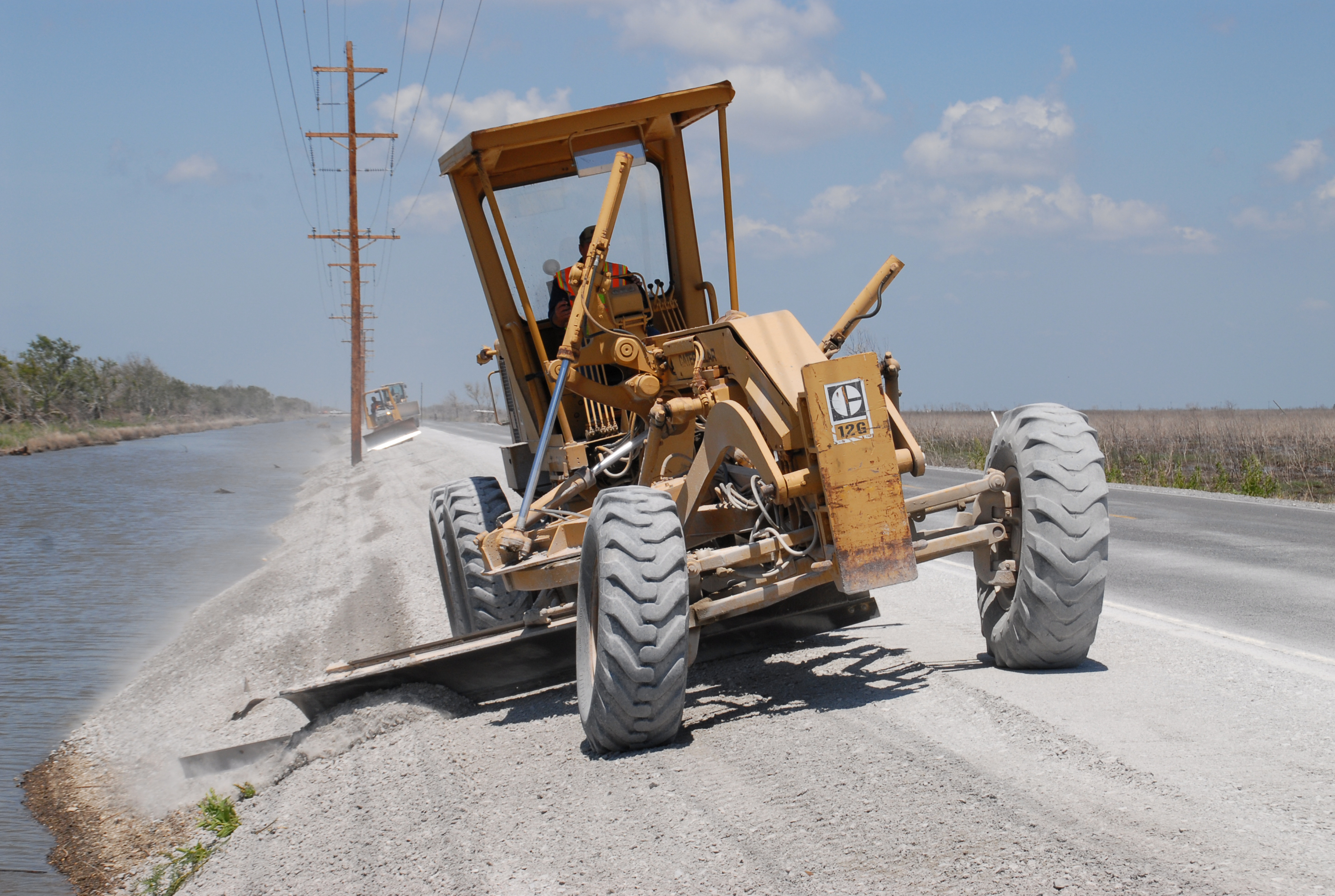
Anivelladora obrant. A notar els nombrosos cilindres hidràulics que permeten l'orientació de la fulla.

## Usos

### Obres públiques

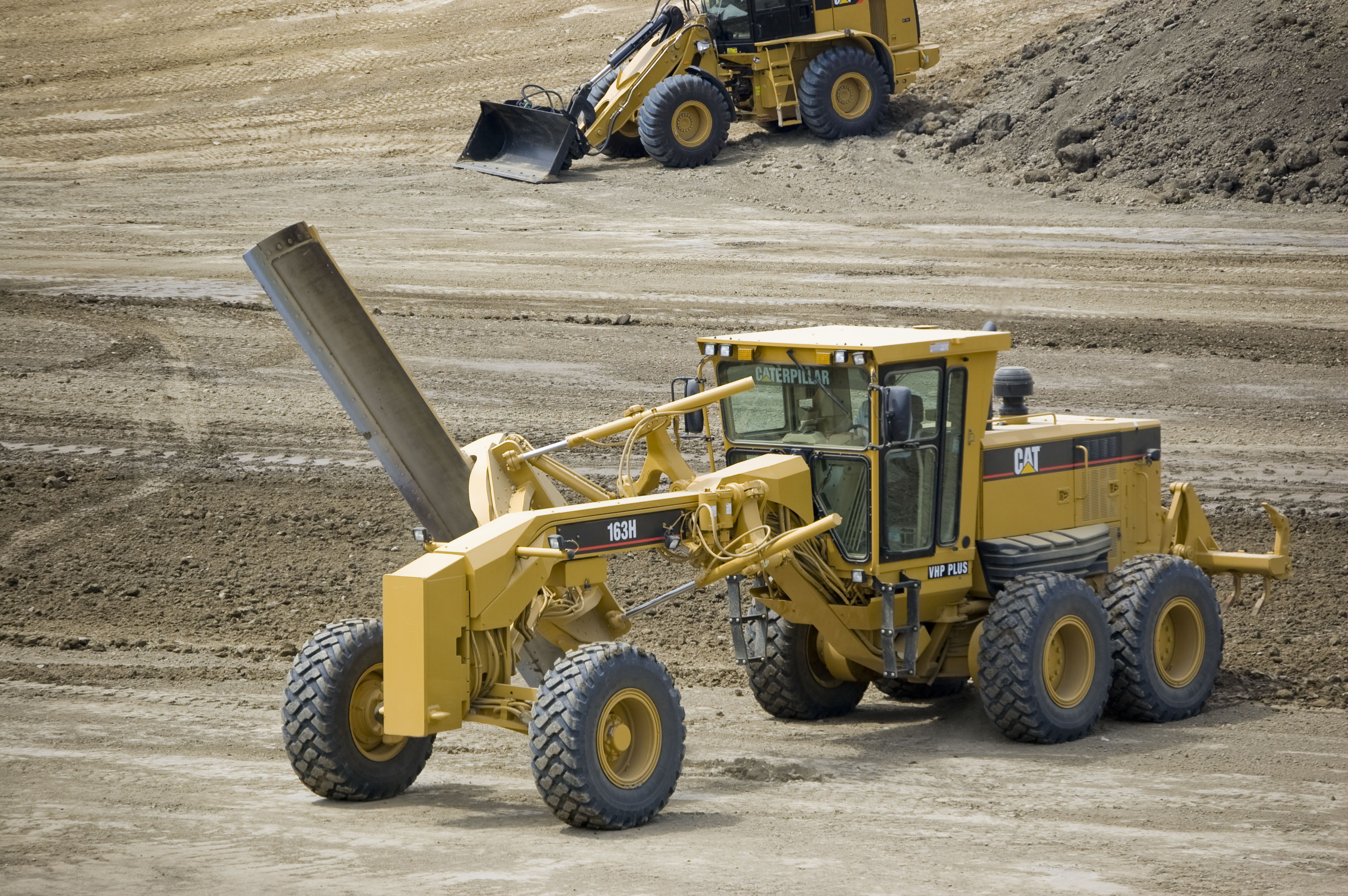
Demostració de la posició extrema de la fulla.

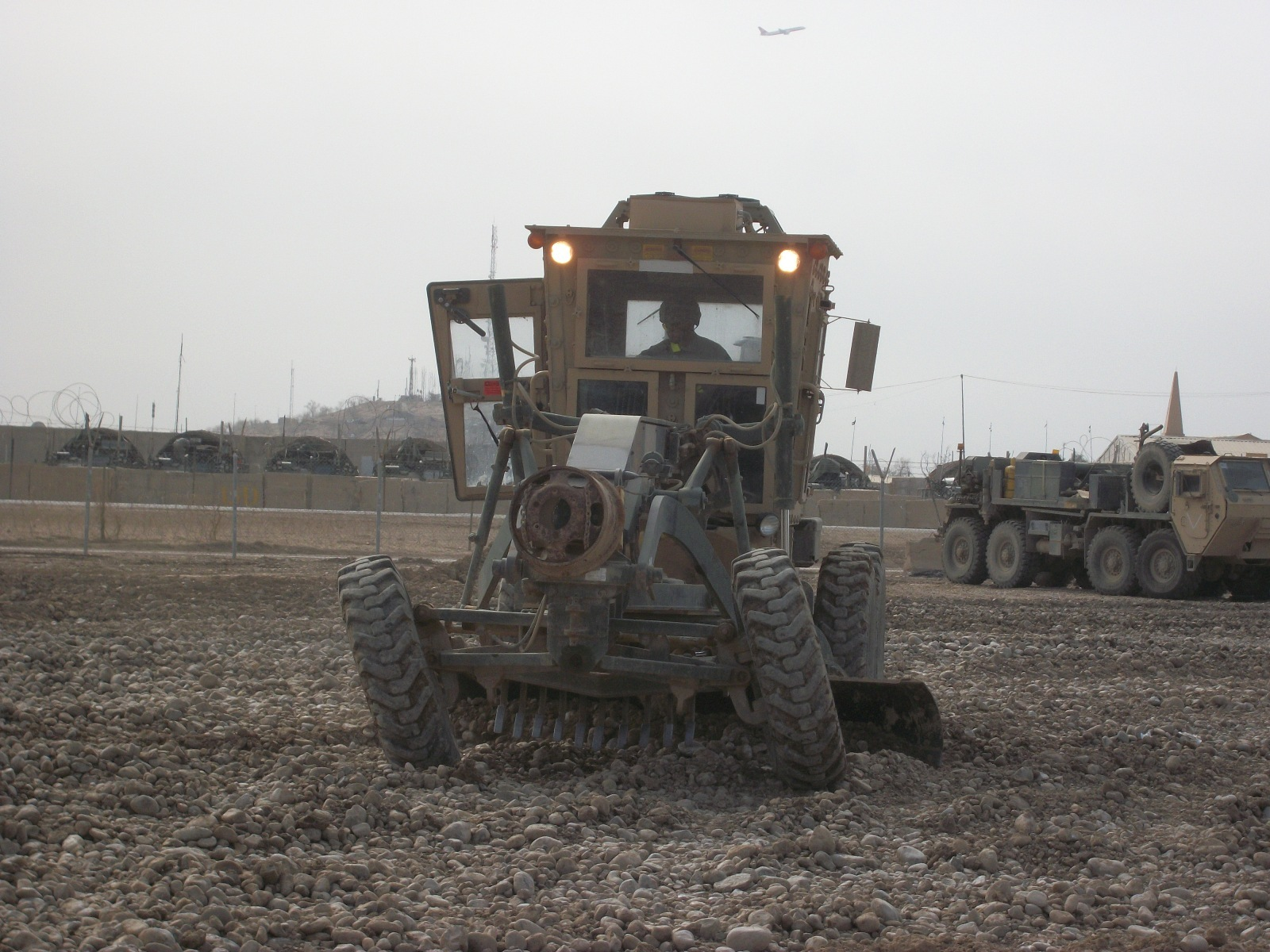
Contradirecció de les rodes davanteres per a compensar l'efecte d'empenta lateral de la fulla. La pinta de descompactació es col·loca just davant de la fulla.

La fulla serveix per ajustar les diferents capes de terra o paviment (fonamentació i base) constituïts per grava hidràulica, natural o bituminosa (grava bituminosa). També s'utilitza per fer pendent, excavar grans séquies o canals i omplir ràpidament rases.
L'anivellament en si és sovint precedit de la superfície amb una excavadora o ragella i l'addició de materials. El segueix la compactació: l'anivelladora s'associa llavors a un cilindre (piconadora) o a un compactadora (tan sols amb rodes).

### Anivellament agrícola
Pel que fa a les grans superfícies, es realitza més aviat amb tragelles lleugeres remolcades, de vegades amb grans fulles d'anivellament semimuntades o remolcades.

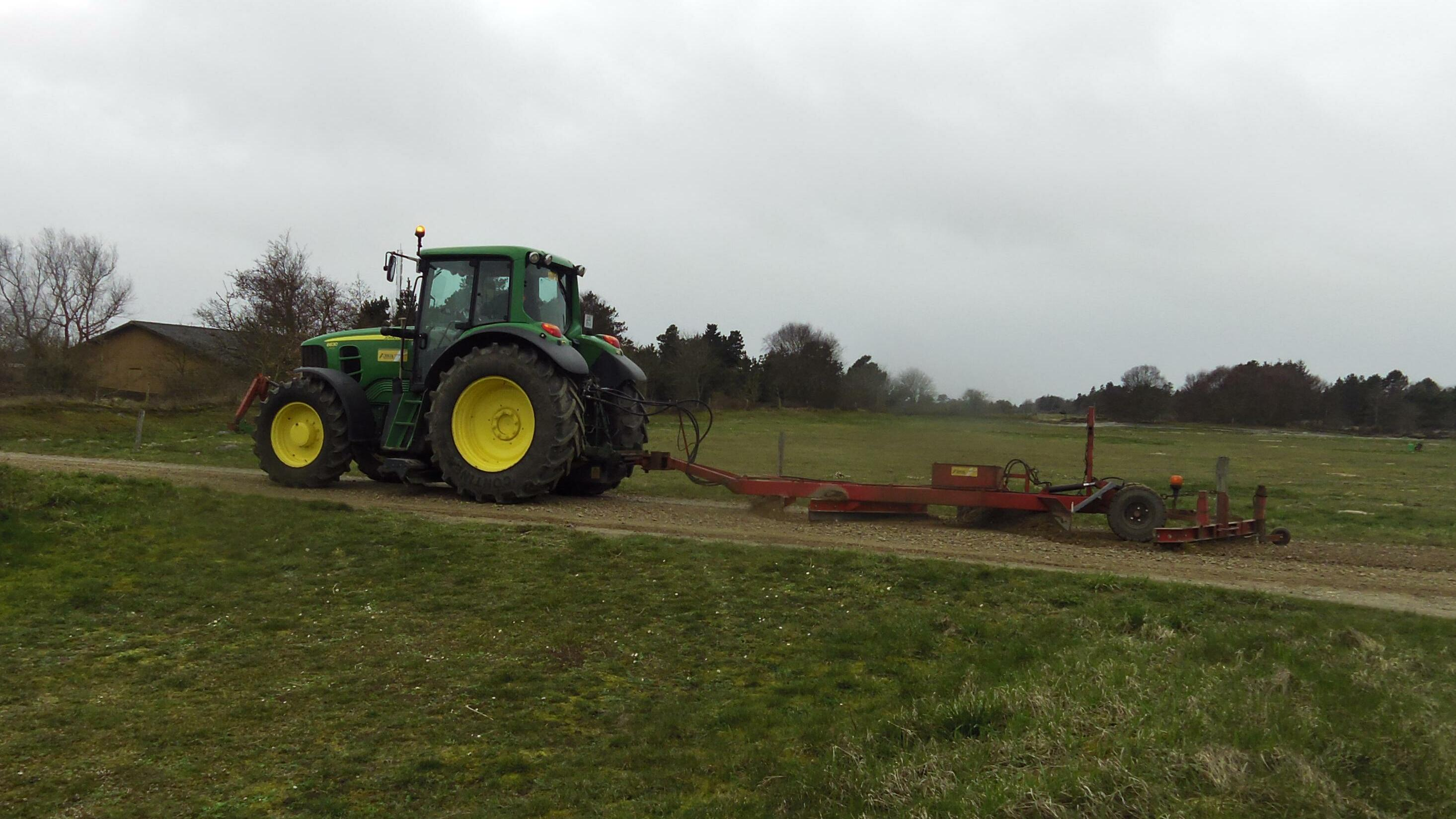
Anivelladora arrossegadora de dues fulles en unes obres de manteniment de camins de granja, Dinamarca, 2019.

També hi ha fulles d'anivellament que es poden adaptar directament als enllaçaments del tractor o arrossegades per a treballs lleugers: manteniment de camins i terraplens, desmuntatge de caps o zones de descàrrega, etc.
Hi ha minipales disponibles per al manteniment d'instal·lacions esportives o jardins.